# Injaptuk
L'Injaptuk (in russo Иняптук?), o Golec Injaptuk (Голец Иняптук) è il picco più alto (2 578 m) dei monti Synnyr, nel sistema degli altopiani del Bajkal settentrionale. Si trova nel nord della Buriazia, tra le sorgenti dei fiumi Čaja e del suo tributario Olokit, dal lato nord-est, e i tratti superiori della Tyja e della Cholodnaja (tributario della Kičera), lato sud-ovest.